# Sphenoclea zeylanica
Sphenoclea zeylanica är en tvåhjärtbladig växtart som beskrevs av Joseph Gaertner. Sphenoclea zeylanica ingår i släktet Sphenoclea och familjen Sphenocleaceae. Inga underarter finns listade i Catalogue of Life.

## Bildgalleri

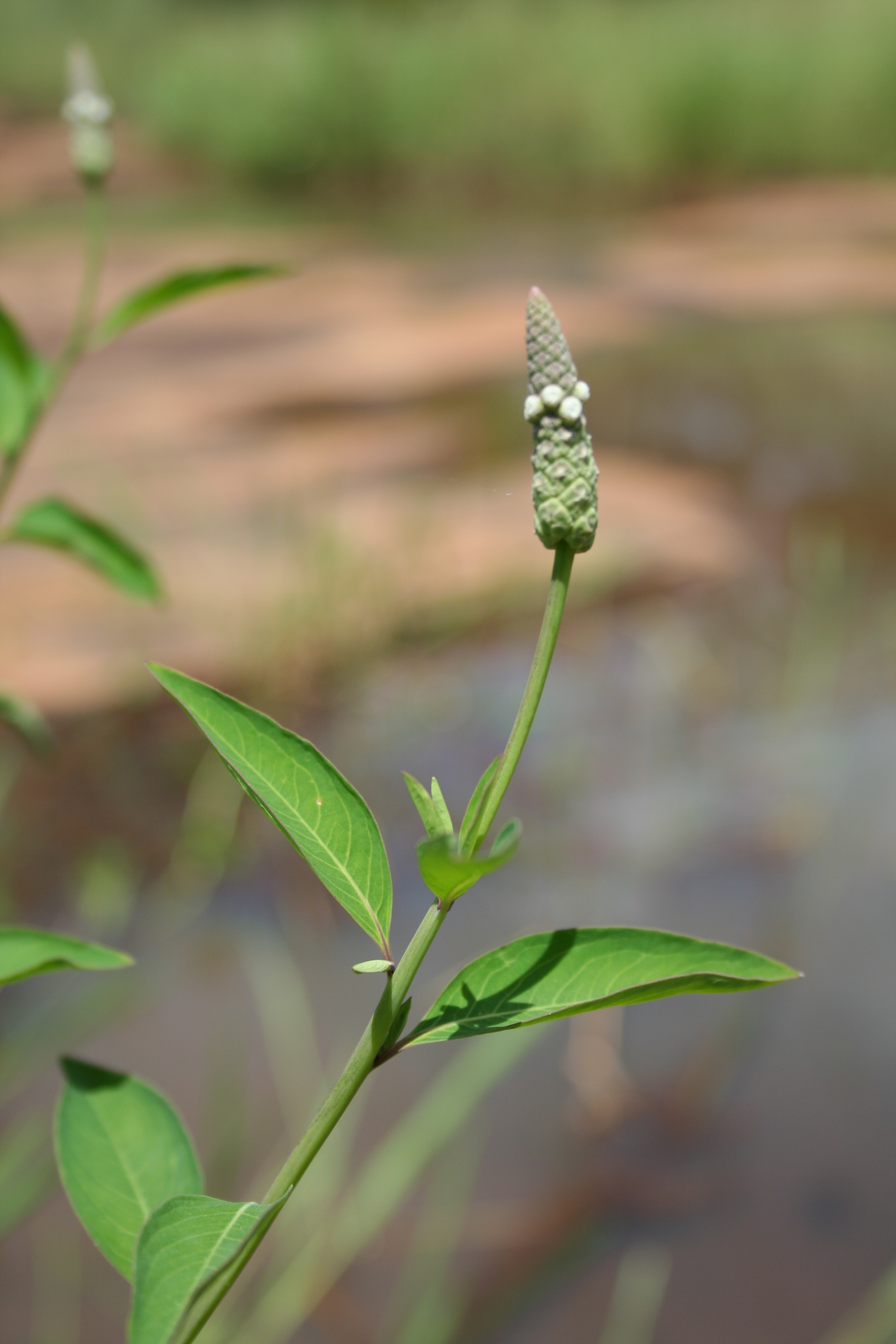
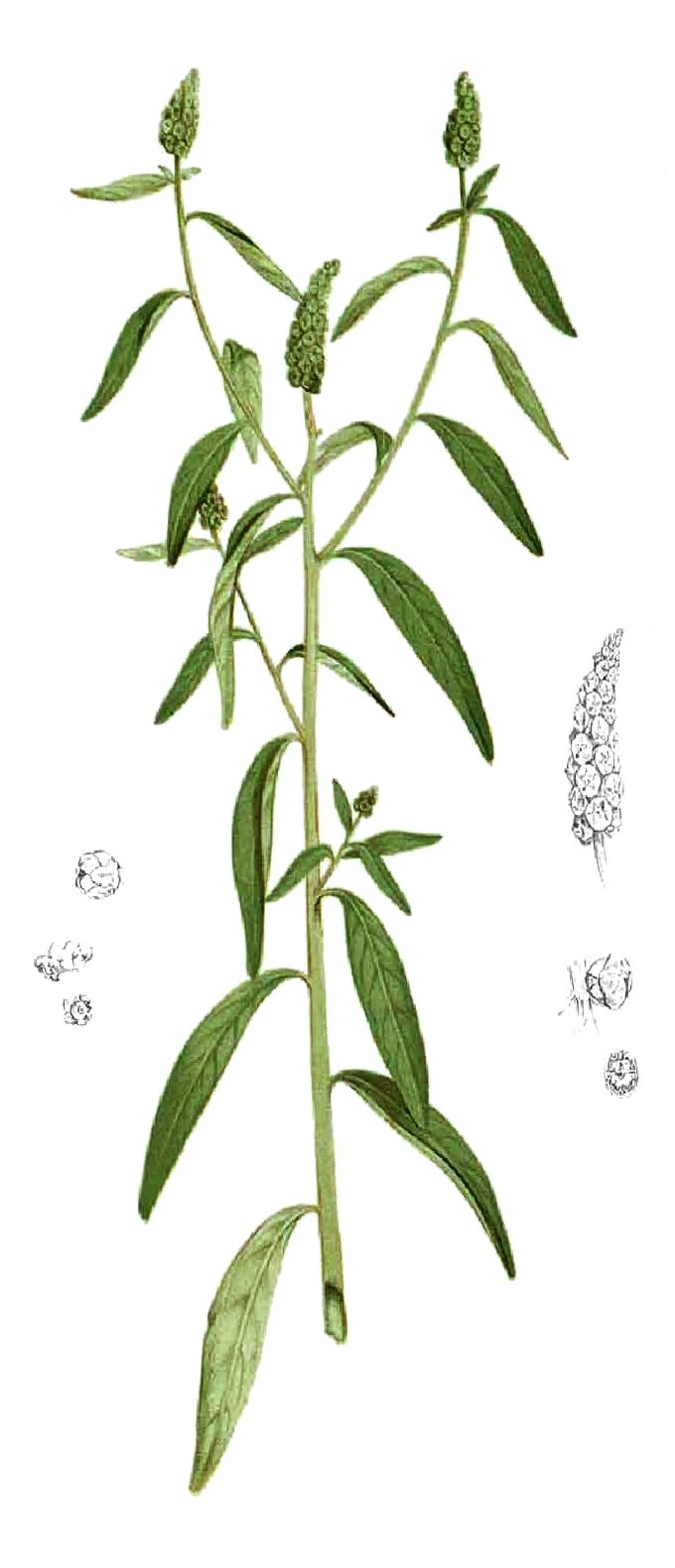